# موشهایم
موشهایم (به آلمانی: Moschheim) یک شهر در آلمان است که در وستروالدکرایس واقع شده‌است. موشهایم ۷۸۱ نفر جمعیت دارد.